# Оборона Шипки
Оборона Шипки — один из ключевых и наиболее известных эпизодов в русско-турецкой войне 1877—1878 годов.

## История

### Занятие перевала русским отрядом
После перехода русской армии через Дунай, главнокомандующий решил безотлагательно овладеть проходами через Балканский хребет, для дальнейшего движения вглубь Турции. Передовой отряд генерала Гурко, перейдя через Хаинкиойский перевал и разбив турок у деревни Уфланы и города Казанлыка, 5 июля приблизился с южной стороны к перевалу Шипка, занятому турецким отрядом (около 5 тыс. человек) под командованием Хулюсси-паши. В тот же день отряд генерала Святополка-Мирского атаковал Шипку с северной стороны, но атака была отбита. 6 июля генерал Гурко предпринял атаку перевала с юга и тоже потерпел неудачу. Тем не менее Хулюсси-паша, считая своё положение опасным, в ночь с 6-го на 7-е ушёл боковыми дорогами в город Калофер, бросив на своих позициях артиллерию.
7 июля 1877 года Шипка была немедленно занята войсками князя Святополка-Мирского. После отступления передового отряда генерала Гурко из Забалканья Шипка вошла в район южного фронта русской армии, вверенного охране войск генерала Радецкого (8-й корпус, часть 2-го, 4-я стрелковая бригада и болгарское ополчение), которые пришлось растянуть более чем на 100 верст; общий резерв расположился у Тырнова.
Перевал Шипка идёт по узкому отрогу главного Балканского хребта, постепенно повышаясь до горы св. Николая, откуда дорога круто спускается в долину Тунджи. Параллельно этому отрогу, отделяясь от него глубокими и частью лесистыми ущельями, с востока и запада тянутся горные кряжи, господствующие над перевалом, но соединённые с ним лишь в 2—3 местах более или менее удобопроходимыми перешейками. Позиция, занятая русскими войсками на Шипке, не соответствовала тактическим требованиям: единственная её выгода состояла в её малодоступности. Растянувшись на несколько верст в глубину, по крайне узкому (25-30 саженей) гребню, она подвергалась на всём своём протяжении перекрёстному огню с соседних господствующих высот, не представляя ни естественных прикрытий, ни удобств для перехода в наступление. При всём том, в силу стратегических требований, необходимо было во что бы то ни стало удерживать этот проход.

### Первая атака турок
В начале августа 1877 года Радецкий имел основательные причины опасаться перехода армии Сулеймана-паши в северную Болгарию по одному из восточных проходов и наступления её на Тырнов. Поэтому когда были получены тревожные известия (оказавшиеся впоследствии преувеличением) об усилении неприятельских войск против русских отрядов около городов Елена и Златарица, то общий резерв был направлен (8 августа) к этим пунктам, и таким образом удалился от Шипки на расстояние 3—4 больших переходов. Между тем Сулейман после отступления генерала Гурко задался целью овладеть Шипкой и к 8 августа сосредоточил против неё около 28 тысяч человек при 36 орудиях. У русских в это время находились на перевале только Орловский пехотный полк и 5 болгарских дружин (всего до 4 тыс. человек) с 27 орудиями, к которым уже во время боя следующего дня прибыл из города Сельви Брянский полк, увеличивший число защитников Шипки до 6 тысяч.

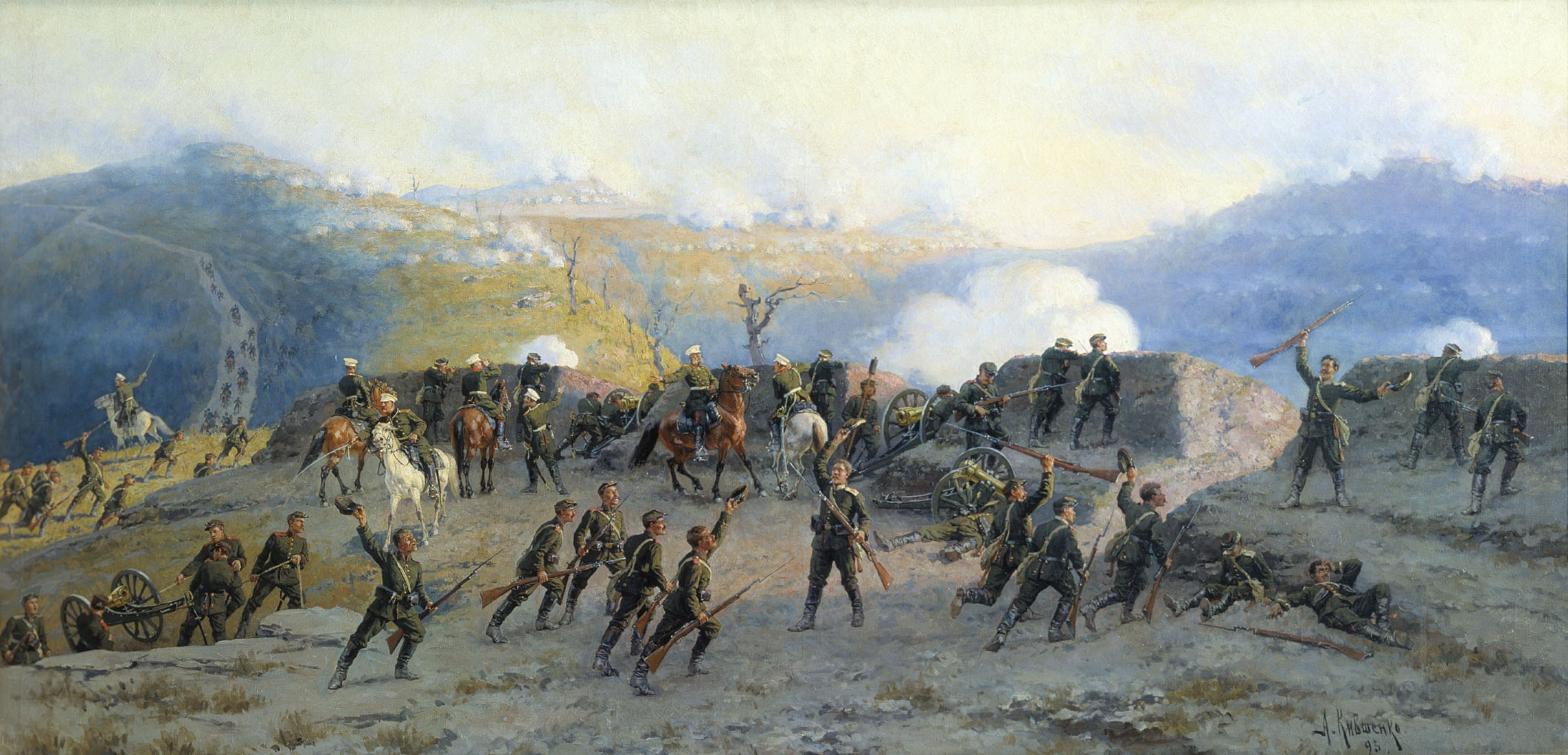
А. Д. Кившенко. Сражение на Шипке

Утром 9 августа турецкая артиллерия, заняв гору Малый Бедек к востоку от Шипки, открыла огонь. Последовавшие затем атаки турецкой пехоты, сначала с юга, потом с востока, были отражены русскими. Бой длился весь день; ночью русским войскам, ожидавшим повторения атаки, пришлось укреплять свои позиции. 10 августа турки не возобновляли атак, и дело ограничивалось артиллерийской и ружейной перестрелкой. Между тем Радецкий, получив известие об опасности, угрожающей Шипке, двинул туда общий резерв; но он мог прибыть, и то при усиленных переходах, только 11-го числа; кроме того, приказано было идти на Шипку ещё одной пехотной бригаде с батареей, стоявшей у Сельви, которая могла подоспеть лишь 12-го числа. 11 августа было самым критическим днём для защитников перевала.
Бой 11 августа начался с рассветом; к 10 часам утра русская позиция была охвачена противником с трёх сторон. Атаки турок, отбиваемые русским огнём, возобновлялись с ожесточённым упорством. В 2 часа дня черкесы зашли даже в тыл русского расположения, но были отброшены. В 17 часов турецкие войска, наступавшие с западной стороны, овладели так называемой Боковой горкой и угрожали прорвать центральную часть позиции. Положение защитников Шипки было уже почти безнадёжным, когда наконец, в 7-м часу вечера, прибыла на позицию часть резерва — 16-й стрелковый батальон, поднятый на перевал на казачьих лошадях. Он немедленно был двинут к Боковой горке, и при содействии других перешедших в наступление частей отбил её у неприятеля. Подоспевшие затем остальные батальоны 4-й стрелковой бригады под командованием генерал-майора Цвецинского дали возможность остановить напор турок на другие участки позиции. Бой окончился в сумерках.
Русские войска удержались на Шипке. Однако, и туркам удалось сохранить своё расположение — их боевые линии находились лишь в нескольких сотнях шагов от русских. В ночь на 12 августа на Шипку поднялась 2-я бригада 14-й пехотной дивизии, с прибытием которой Радецкий располагал 20,5 батальонами при 38 орудиях, а потому решился в следующий же день перейти в наступление, чтобы сбить турок с двух высот западного кряжа — так называемого Лесного кургана и Лысой горы, откуда они имели наиболее удобные подступы к русской позиции и даже угрожали её тылу. На рассвете 12 августа турки атаковали центральные участки русских позиций, а в 2 часа дня — и гору св. Николая. Они были отбиты на всех пунктах, но предпринятая русскими атака на Лесной курган тоже не имела успеха.
13 августа Радецкий решился возобновить атаку на Лесной курган и Лысую гору, имея возможность ввести в дело больше войск вследствие прибытия на Шипку ещё Волынского полка с батареей. В то же время Сулейман-паша значительно усилил свой левый фланг. На протяжении всего дня (13 августа) шёл бой за обладание упомянутыми высотами; с Лесного кургана турки были сбиты, но их укреплениями на Лысой горе овладеть не удалось. Атаковавшие войска отошли к Лесному кургану, и здесь в течение вечера, ночи и на рассвете 14 числа, были неоднократно атакованы неприятелем. Все атаки были отражены, но русские войска понесли настолько большие потери, что Радецкий, не имея свежего подкрепления, приказал им отступить на Боковую горку. Лесной курган был опять занят турками.
В шестидневном бою на Шипке потери русских составили до 3350 человек, в том числе 2 генерала (Драгомиров ранен, Дерожинский убит) и 108 офицеров; турки потеряли более чем в два раза больше. Никаких значительных результатов бой этот не имел; обе стороны остались на своих позициях, но русские войска, охваченные неприятелем с трёх сторон, по-прежнему находились в очень трудном положении, которое вскоре ещё значительно ухудшилось с наступлением осеннего ненастья и зимних холодов и вьюг.
С 15 августа Шипка была занята 14-й пехотной дивизией и 4-й стрелковой бригадой под начальством генерала Петрушевского. Орловский и Брянский полки, как наиболее пострадавшие, были отведены в резерв, а болгарские дружины переведены к деревне Зелено Древо для занятия пути через Имитлийский перевал, обходящий Шипку с запада. С этого времени начинается «шипкинское сидение» — один из самых тяжких эпизодов войны. Защитники Шипки, обречённые на пассивную оборону, заботились главным образом об укреплении своих позиций и об устройстве, по возможности, закрытых ходов сообщения с тылом. Турки тоже усилили и расширили свои фортификационные работы и непрерывно осыпали русскую позицию пулями и артиллерийскими снарядами.

### Вторая атака турок
5 сентября, в 3 часа ночи, турки снова предприняли атаку с южной и западной сторон. Им удалось овладеть так называемым Орлиным гнездом — скалистым и обрывистым мысом, выдающимся перед горой св. Николая, откуда они были выбиты лишь после отчаянной рукопашной схватки. Колонна, наступавшая с запада (от Лесного кургана), была отражена огнём. Турки потеряли 3 000 человек и после этого серьёзных атак уже не предпринимали, а ограничивались обстрелом позиции. С наступлением зимы положение войск на Шипке сделалось крайне тяжким: морозы и метели на вершинах гор были особенно чувствительны. Особенно ощутимы были эти лишения для вновь прибывших русских войск: три полка 24-й дивизии в короткое время буквально растаяли от болезней. За время с 5 сентября по 24 декабря в шипкинском отряде выбыло из строя убитыми и ранеными всего около 700 человек, а больными — до 9,5 тысяч.

### Разгром турецкой армии
Конец 1877 года ознаменовался и окончанием «шипкинского сидения», последним актом которого была атака турецких позиций на дороге от горы св. Николая к деревне Шипке. После взятия Плевны 28 ноября (10 декабря) численность войск Радецкого была доведена до 45 тыс. человек. Однако даже в этих условиях атака сильно укреплённых позиций Вессель-паши (он имел около 30 тыс. человек), была рискованной.
Было решено атаковать обширный турецкий лагерь в долине против Шипкинского перевала двумя колоннами, которые должны были совершить обходной манёвр: 19-тыс. восточной колонной под началом Святополка-Мирского через Тревненский перевал и 16-тыс. западной колонной под командованием Михаила Скобелева, через Имитлийский перевал. Под началом Радецкого оставалось около 10-11 тыс. человек, которые оставались на шипкинских позициях. Колонны Скобелева и Святополка-Мирского выступили 24 декабря, обе колонны встретили большие трудности, преодолевая снежные завалы, пришлось оставить почти всю артиллерию. 26 декабря колонна Святополка-Мирского спустилась на южную сторону гор, главные силы заняли позиции около деревни Гюсово. Колонна Скобелева, кроме природных препятствий, столкнулась с турецкими отрядами, занимавшими господствующие над южным спуском высоты, которые пришлось занимать с боем. Авангард Скобелева только к вечеру 26 декабря смог выйти к деревне Имитлия, а главные силы были ещё на перевале.

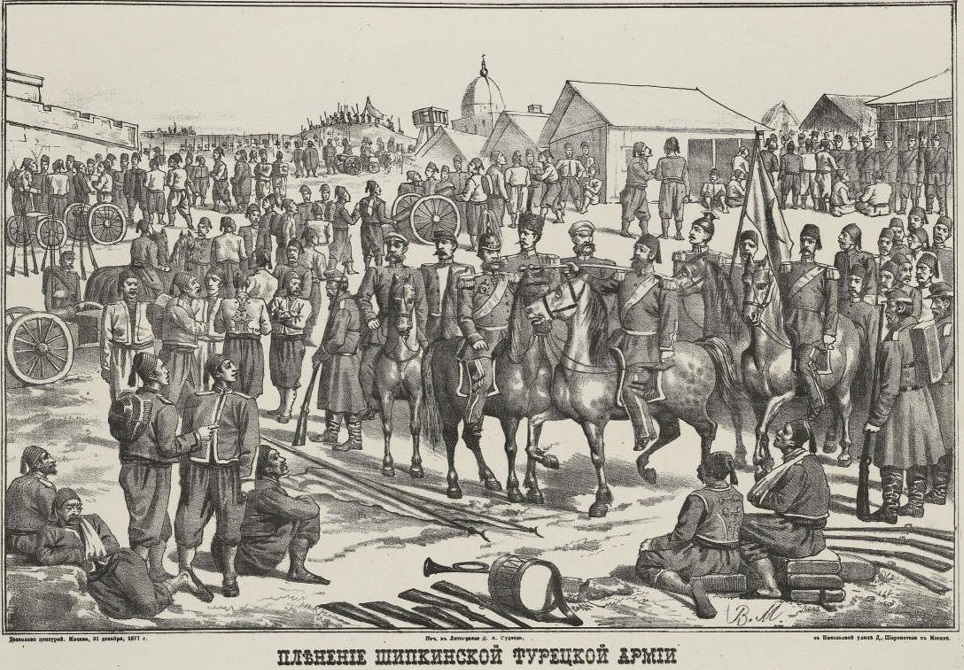
Пленение турецкой армии у Шипки

Утром 27 декабря Святополк-Мирский начал атаку на восточный фронт турецкого лагеря. Лагерь имел около 7 верст в окружности и состоял из 14 редутов, которые имели окопы впереди и между ними. К 1 часу дня русские войска захватили на этом направлении первую линию турецких укреплений. Часть сил Святополка-Мирского заняла Казанлык, блокировав путь отступления турецких войск к Адрианополю. Войска западной колонны 27-го продолжали сбивать турок с господствующих высот, и из-за незначительности сил, которые перешли горы, Скобелев не решился начать наступление. Утром 28-го турки перешли в контрнаступление против восточной колонны, но были отброшены. Русские войска захватили Шипку и несколько укреплений. Дальнейшая атака колонны Святополка-Мирского была невозможна, так как со стороны Скобелева атака ещё не начиналась, и войска понесли большие потери, израсходовав большую часть боеприпасов. Радецкий, получив донесение Святополка-Мирского, решил ударить во фронт турецких позиций и оттянуть часть турецких сил на себя. В 12 часов дня 7 батальонов спустились с горы св. Николая, но дальнейшее продвижение по узкой и обледенелой дороге под сильным вражеским ружейно-артиллерийским огнём привело к таким высоким потерям, что русские войска, дойдя по первой линии вражеским окопов, были вынуждены отступить. Однако эта атака отвлекла на себя значительные силы турецкой армии и артиллерии, которые не смогли использовать для контрудара против войск Святополка-Мирского и Скобелева.
Радецкий не знал, что в 11 часов Скобелев начал свою атаку, направив главный удар по юго-западной части вражеских позиций. Вскоре его силы ворвались в середину укреплённого лагеря. Одновременно возобновила наступление колонна Святополка-Мирского. Около 3 часов Вессель-паша, убедившись в невозможности дальнейшего сопротивления и отступления, решил капитулировать. Войска, которые удерживали позиции в горах, также получили приказ сдаться. Только часть турецкой конницы смогла сбежать. В результате сражения при Шейново русские войска потеряли около 5,7 тыс. человек. Армия Вессель-паши перестала существовать, только пленных было около 23 тыс. человек, захватили также 93 орудия. Эта победа имела важные последствия — фактически кратчайший путь на Адрианополь и Константинополь был открыт. Так закончилась битва за Шипку.

## Память

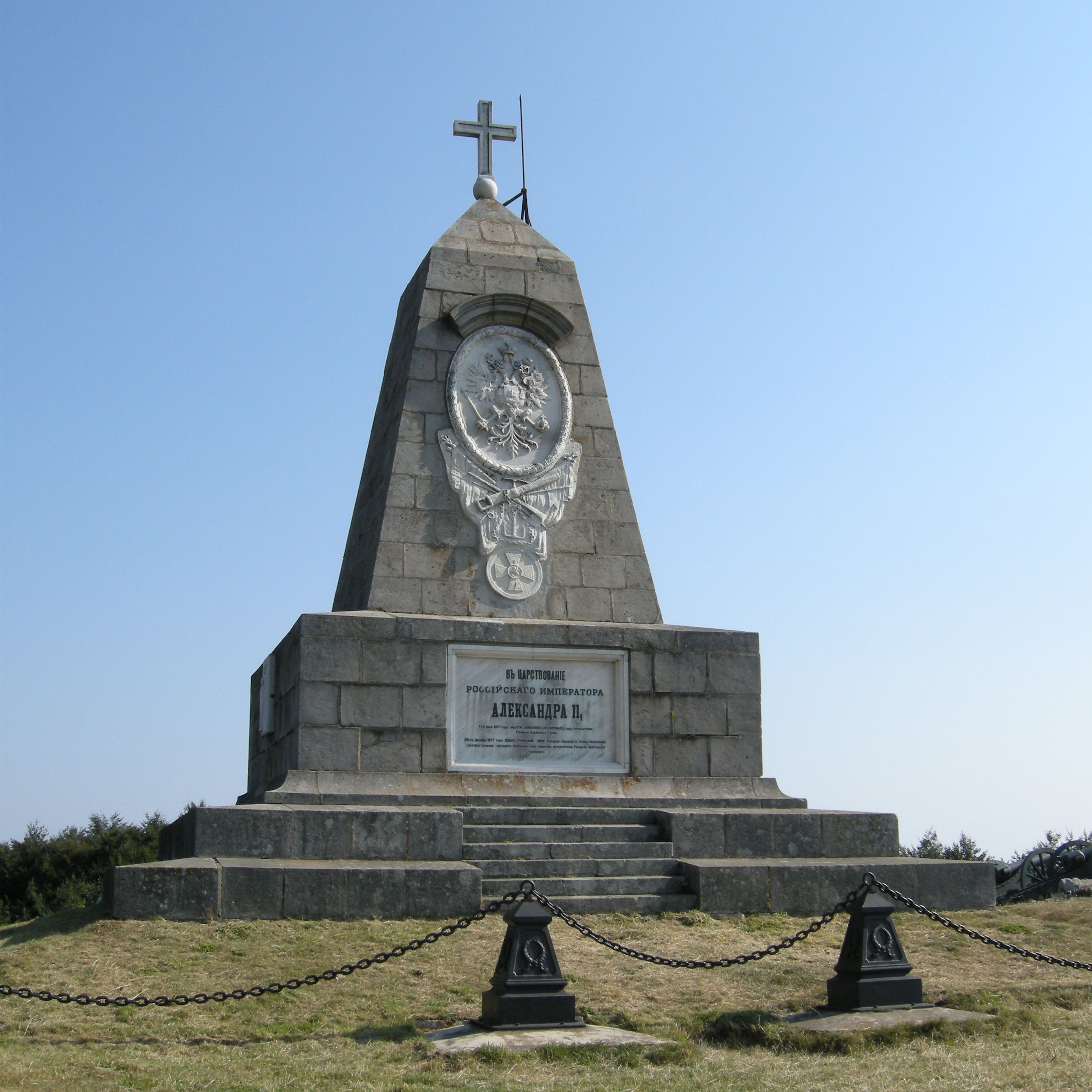
Памятник «Оборона Шипки» вблизи Стоманеной батареи на вершине

Шипка — одно из наиболее известных имён в истории Болгарии, святыня болгарских патриотов. Самые масштабные и торжественные мероприятия проводятся здесь 3 марта — это день подписания Сан-Стефанского мирного договора, который принёс свободу Болгарии после пятивекового османского ига.
Каждый август здесь проводится историческая реконструкция событий 1877 года. Важной частью мероприятия является панихида по погибшим здесь русским воинам и болгарским ополченцам. Им отдаются воинские почести, государственные руководители и люди Болгарии возлагают к памятнику на вершине холма венки из живых цветов в знак своей благодарности.
Оборона Шипки отражена на бронзовых досках Колонны Славы, воздвигнутой 1886 году в Санкт-Петербурге перед Троицким собором в честь подвигов русских войск, принимавших участие и победивших в Русско-турецкой войне 1877—1878 годов.
В 1954 году на Ленфильме был снят художественный фильм «Герои Шипки». В Городе-Герое Волгограде находится улица «Героев Шипки».
3 марта 2003 года, в честь 125-й годовщины освобождения Болгарии, чествования посетил президент России Владимир Путин, по приглашению своего болгарского коллеги Георгия Пырванова.
И по сей день во время литургии во всех православных храмах в Болгарии, во время Великого входа Литургии верных поминается Александр II и все русские воины, павшие на поле боя за освобождение Болгарии в Русско-турецкой войне 1877—1878 года: «Блаженопочиналия наш освободител император Александър Николаевич и всички воини, паднали на бойното поле за вярата и освобождението на нашето отечество, да помене Господ Бог в царството си».